# 信託統治
信託統治（しんたくとうち、英語: United Nations Trust Territories）は、国際連合の信託を受けた国が一定の非独立地域を統治する制度。国際連盟における委任統治制度を引き継ぐ形で国際連合憲章第12章に規定された。国際連盟の委任統治制度などとともに国際機関が特定地域の統治を行う国際信託統治（international trusteeship）の一種とされる。

## 概要
信託統治の目的は国連憲章76条に規定されており、そのa項で「国際の平和及び安全の増進」、b項で「信託統治地域の住民の政治的、経済的、社会的及び教育的進歩を促進すること、各地域及びその人民の特殊的事情並びに関係人民が自由に表明する願望に適合するように、且つ、各信託統治協定の条項が規定するところに従って、自治または独立に向かってその住民の斬新的発達を促進すること」が定められている。
信託統治制度が適用される地域は、信託統治地域または信託統治領という。
信託統治地域には通常の信託統治地域と戦略地域がある。通常の信託統治地域は戦略地域として指定されないすべての地区をいい、その信託統治協定についての国際連合の任務は国連総会が行い（国連憲章85条1項）、信託統治理事会が任務の遂行について総会を援助する（同2項）。一方、戦略地域については信託統治協定の条項およびその変更または改正の承認を含めて安全保障理事会が管轄し（国連憲章83条1項）、安全保障理事会は戦略地域の政治的、経済的、社会的および教育的事項に関するものの遂行に関して信託統治理事会の援助を利用すると規定される（同3項）。
国際連盟の委任統治では地域の軍事的利用が禁止されていたのに対し、信託統治ではそれが許された。これは、国連による平和維持の観点が重視された結果であった。
1945年2月のヤルタ会談で、1.残存する委任統治地域、2.戦争の結果として敵国から分離される地域、3.住民が自発的に信託統治下に置かれることを希望する地域について新たな信託統治の適用対象とすることとされた。
1. 国際連合憲章の発効時（1945年10月24日）において委任統治されている地域
該当するほとんどの地域が信託統治領となったが、パレスチナ問題によるテロの激化によってイギリスが国連に処遇を委ねたイギリス委任統治領パレスチナと、南アフリカ連邦が移行を拒否したナミビアは信託統治とならなかった。
2. 第二次世界大戦の結果、敗戦国から分離される地域
実例は旧イタリア領のソマリランドのみ。
なお、敗戦国が委任統治していた地域を含むと旧大日本帝国領の太平洋諸島がある。
3. 当該地域の施政について責任を有する国が自発的に信託統治制度の下に移行させた地域
実例は存在しない。

1994年10月のパラオ独立で信託統治は全て終了し、信託統治理事会は活動休止となった。

## 信託統治地域
信託統治地域とされた地域は11あった。

### イギリス領カメルーン
イギリス領カメルーンは住民投票の結果、北部は1961年6月1日にナイジェリアに編入。南部（南カメルーン）は同年10月1日に東隣りのカメルーン共和国と統合してカメルーン連邦共和国（現・カメルーン共和国）となった。

### フランス領カメルーン
フランス領カメルーンは1960年1月1日にカメルーン共和国として独立。

### ソマリランド
イタリアが施政権者。元々はイタリア領ソマリランドであったが、同国が第二次世界大戦で敗戦国となったため、1950年よりイタリア信託統治領ソマリアとして信託統治下に置かれることとなった。
1960年7月1日、同年6月に先に独立していた旧英領のソマリランド国と合併してソマリア共和国（現・ソマリア連邦共和国）として独立した。

### タンガニーカ
イギリスが施政権者。1961年12月9日にタンガニーカ（現・タンザニア連合共和国）として独立。

### イギリス領トーゴランド
イギリス領トーゴランドは、1957年3月6日に隣のイギリス領ゴールドコーストと共にガーナ王国（現・ガーナ共和国）として独立。

### フランス領トーゴランド
フランス領トーゴランドは、1960年4月27日にトーゴ共和国として独立した。

### ルアンダ＝ウルンディ
ベルギーが施政権者。1962年7月1日、北部はルワンダ共和国として、南部はブルンジ王国（現・ブルンジ共和国）として分離独立した。

### ナウル
オーストラリア、ニュージーランド、イギリスの三カ国による信託統治で、三国を代表してオーストラリアの施政下に置かれていた。1968年1月31日にナウル共和国として独立。

### ニューギニア
オーストラリアが施政権者。1949年、ニューギニア島南東部の豪領パプアと行政単位を統合。そのまま1975年9月16日にパプアニューギニア独立国として共に独立した。

### 西サモア
ニュージーランドが施政権者。1962年1月1日に西サモア（現・サモア独立国）として独立。

### 太平洋諸島
アメリカ合衆国が施政権者。国際連盟下で日本の委任統治領とされた地域（南洋群島）で、太平洋戦争の結果、1945年8月15日時点でその主要部分は米軍の占領下に入っていた。
信託統治地域のうち「戦略地区」に指定された唯一の地域である。この地域をめぐって米国国内では軍側が戦略的重要性などから併合により領土化することを主張していたが、国務省がこれに反対したため、「戦略信託統治」（Strategic Trust）を創設して米国が拒否権をもつ安全保障理事会の管轄下に置く構想が出され具体化したものである。
信託統治協定は1947年4月2日に安全保障理事会で承認された。これにより南洋群島における日本の委任統治は法的にも終了した。4月に安全保障理事会で承認された信託統治協定は、米国上下両院の合同会議による承認と大統領の署名により同年7月18日に発効した（米軍の軍政から信託統治領政府に移管）。
1978年7月12日にミクロネシア連邦憲法案の住民投票が行われたが、マーシャル諸島及びパラオがこれを承認しなかったため各地域は別々の道を歩むことになった。信託統治協定については米国の大統領布告により、マーシャル諸島との間では1986年10月21日に失効した（同日独立）。また、ミクロネシア連邦及び北マリアナとの間についても同年11月3日に失効した。これによりミクロネシア連邦（当初計画のものと別）は独立したが、北マリアナ地区は自治領としてアメリカ領にとどまることを決定し、北マリアナ連邦（現・北マリアナ諸島自治連邦区）となった。
最後まで信託統治地域だったパラオについても1994年10月1日に信託統治が終了した（同日にパラオ共和国として独立）。

## 信託統治が検討・提案された地域

### リビア
- 旧イタリア領リビア。
- 第二次世界大戦でイタリアが敗れたことにより、1942年からリビアはイギリスとフランスによる分割統治下に置かれた。終戦後の1949年、イギリスがリビアをフランス・イタリアと共に信託統治領として分割することを国連総会で提議したが否決された。
- その直後には東部がキレナイカ首長国として独立宣言を行うが、事実上イギリスの傀儡政権であり国際社会から承認を得られなかった。同年12月、国連総会でリビアを統一して独立させることが決議され、1951年にリビア連合王国（現・リビア国）が成立した。

### 南西諸島（沖縄）
- 旧日本領沖縄県、および鹿児島県の一部。
- 1945年に第二次世界大戦で日本が降伏し、この地はアメリカ軍の占領下に置かれた。1952年に発効した日本との平和条約（サンフランシスコ平和条約）には「アメリカ合衆国から国際連合への提案があった場合、北緯29度線以南の南西諸島をアメリカ合衆国の信託統治下に置くことに日本国が同意する」と規定された。
- しかしながら、結局、アメリカからの提案はされないまま1952年にトカラ列島が、1953年に奄美群島が、1972年に沖縄県全域が日本統治下に復帰した。

### 朝鮮半島
- 旧日本領。

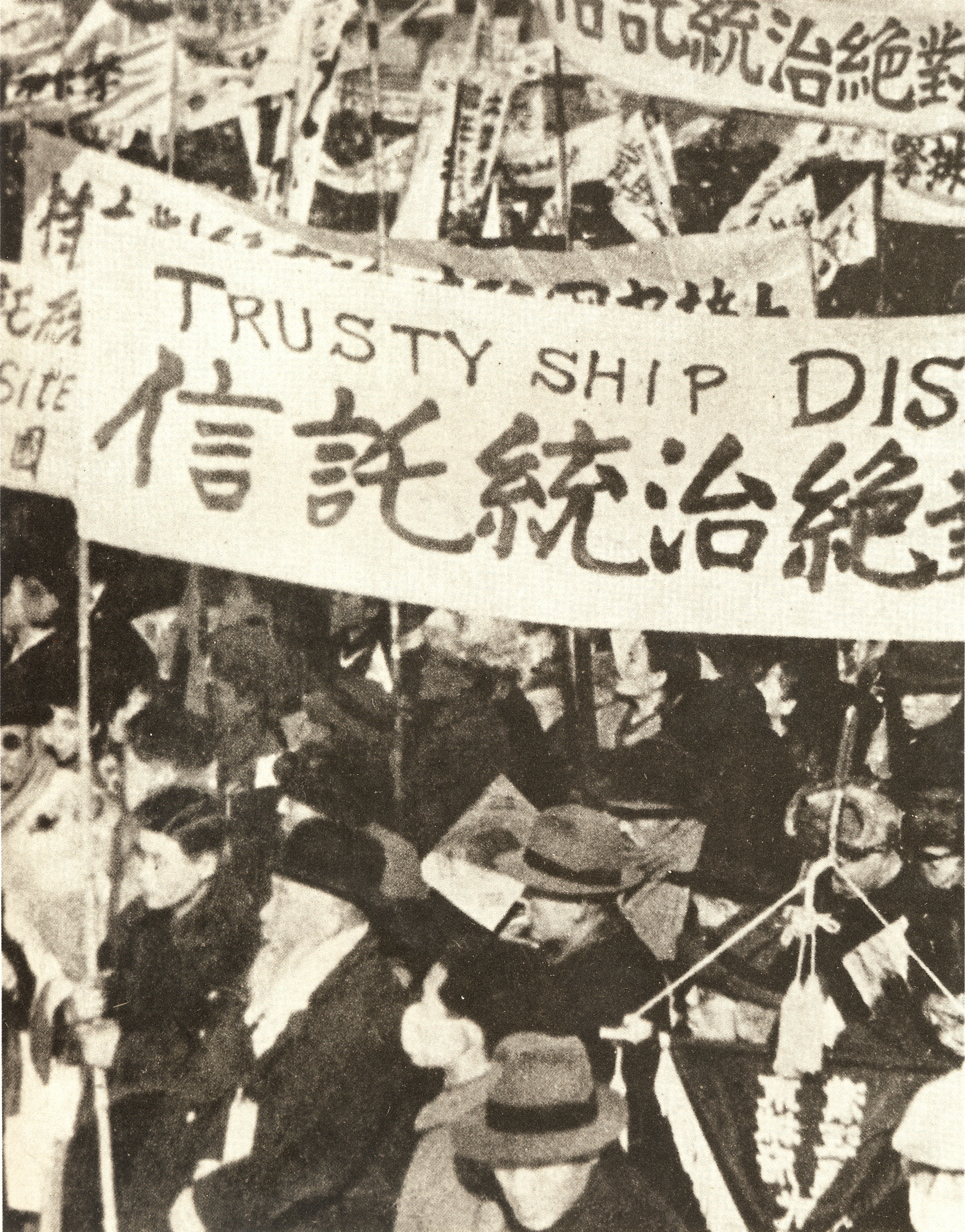
第二次世界大戦の終結後、連合国による信託統治構想に抗議する朝鮮人たちのデモ行進。

- 1945年の終戦後、実施されたモスクワ三国外相会議で出された声明において、アメリカ・ソ連・イギリス・中国で分割の上で最長5年間の信託統治を行うことが適当であるとされた。
- ところが、捏造報道が行われたこともあり現地住民が信託統治に猛烈に反対。信託統治の形に拠らないアメリカ・ソ連による分割占領が行われることとなった。
- 1948年、アメリカ占領地は大韓民国として、ソ連占領地は朝鮮民主主義人民共和国として事実上分離独立した。

### ナミビア
- 旧南アフリカ委任統治領南西アフリカ。
- 第一次世界大戦後ドイツ領南西アフリカを引き継いで南アフリカ連邦が委任統治を実施していたが、同国は第二次世界大戦後、国際連合の信託統治領に引き継ぐことを拒否した。
- 長年にわたる植民地同然の統治やアパルトヘイトへの批判が高まる中、国連は1968年に「国連ナミビア委員会」に統治権を移行し、委任統治を終了する決議を出した。しかし南アフリカはこれも受け入れなかった。
- ナミビア独立戦争の末1990年にナミビア共和国が成立するまで、南アフリカの統治は続けられた。